# Examnes longipes
Examnes longipes là một loài bọ cánh cứng trong họ Cerambycidae.